# Jaslovské Bohunice
|  | No s'ha de confondre amb Bohunice (Nitra) o Bohunice (Trenčín). |

Jaslovské Bohunice és un poble i municipi d'Eslovàquia que es troba a la regió de Trnava, a l'oest del país.
La primera menció escrita de la vila es remunta al 1113. En el municipi es troba la Central Nuclear de Bohunice.

## Demografia
| Godina             | 1994 | 2004    | 2014    | 2024    |
| ------------------ | ---- | ------- | ------- | ------- |
| Nombre de persones | 1656 | 1848    | 2124    | 2433    |
| Diferència         |      | +11,59% | +14,93% | +14,54% |

| Godina             | 2023 | 2024   |
| ------------------ | ---- | ------ |
| Nombre de persones | 2415 | 2433   |
| Diferència         |      | +0,74% |